# 27056 Джінолорія
27056 Джінолорія (27056 Ginoloria) — астероїд головного поясу, відкритий 26 вересня 1998 року.
Тіссеранів параметр щодо Юпітера — 3,198.